# Triumfetta marsupiata
Triumfetta marsupiata är en malvaväxtart som beskrevs av D.A. Halford. Triumfetta marsupiata ingår i släktet triumfettor, och familjen malvaväxter. Inga underarter finns listade i Catalogue of Life.